# Johann Konrad Keller
Johann Konrad Keller (* 25. April 1944 in Göttingen) ist ein deutscher Jurist, Verwaltungsbeamter und Politiker (SPD).

## Leben
Nach dem Abitur 1963 am Friedrichsgymnasium in Kassel nahm Keller ein Studium der Rechtswissenschaften an den Universitäten in Berlin, Freiburg im Breisgau und Göttingen auf, das er 1968 mit dem Ersten Juristischen Staatsexamen beendete. Im Anschluss belegte er zwei Auslandssemester an der Universität Caen. Schließlich durchlief das Referendariat in Kassel und bestand 1972 das Zweite Juristische Staatsexamen.
Keller wurde 1966 Mitglied der SPD. Er trat 1972 in den Verwaltungsdienst der Stadt Hannover ein und arbeitete zunächst als Beamter bei der Baubehörde. Von 1974 bis 1976 war er Persönlicher Referent von Minister Klaus-Peter Bruns und von 1976 bis 1980 Referent in der Wasser- und Abfallabteilung im Niedersächsischen Ministerium für Ernährung, Landwirtschaft und Forsten. Anschließend arbeitete er bis 1981 als Gesundheits- und Jugenddezernent des Landkreises Göttingen. Von 1982 bis 1986 war er als wissenschaftlicher Mitarbeiter für die SPD-Fraktion im Niedersächsischen Landtag tätig. Danach wechselte er ins Niedersächsische Umweltministerium, wo er von 1990 bis 1994 die Abteilung für Abfallwirtschaft leitete.
Keller amtierte seit September 1994 als Staatssekretär im Ministerium für Ernährung, Landwirtschaft und Forsten in der von Ministerpräsident Reinhard Höppner geführten Regierung des Landes Sachsen-Anhalt. Mit der Bildung einer SPD-Minderheitsregierung übernahm er am 26. Mai 1998 als Minister die Leitung des Ministeriums, die er bis zum 10. April 2000 innehatte, als er an die Spitze des Ministeriums für Raumordnung, Landwirtschaft und Umwelt berufen wurde. Nach der Wahlniederlage der SPD bei der Landtagswahl 2002 und der Bildung einer CDU/FDP-Koalition schied er am 16. Mai 2002 aus der Landesregierung aus. Zu seiner Nachfolgerin im Amt wurde Petra Wernicke bestimmt.
Johann Konrad Keller ist verheiratet und hat drei Kinder.